# 伊万·托马舍维奇
伊万·托马舍维奇（Ivan Tomašević，1892年9月3日—1945年9月19日）是一位克罗地亚军人，曾在奧匈帝國陸軍中担任上尉，在南斯拉夫皇家軍隊中担任上校。一战期间，托马舍维奇在当连长时，麾下有个叫约瑟普·布罗兹·铁托的中士。克羅埃西亞獨立國成立后，他加入了该政权的武装力量克罗地亚家园卫队，最终升至将官军衔。第二次世界大戰结束时，他于1945年5月和克罗地亚独立国武装力量残部一同撤至奥地利。但就在同月，他被引渡给了南斯拉夫人民解放军和游击队，被押回了南斯拉夫社会主义联邦共和国。1945年9月19日，他在贝尔格莱德军事法庭接受军事委员会审判，最终被判处死刑。